# David Gray (músico)
David Gray (13 de junio de 1968) es un cantautor británico. Gray nació en Inglaterra y creció en Gales; estudió en la Universidad de Liverpool. Su carrera musical ha sido especialmente exitosa en Irlanda.
Tras unos discos con poco éxito en los noventa, alcanzó la fama en 1999 con su álbum White Ladder en el que incluía sus temas más famosos: "This Years Love" y "Babylon".

## Discografía

### Álbumes
- A Century Ends (1993)
- Flesh (1994)
- Sell Sell Sell (1996)
- White Ladder (1999)
- Lost songs 95-98 (2001)
- A new day at midnight (2002)
- Life in slow motion (2005)
- A Thousand Miles Behind (2007)
- Greatest Hits (2007)
- Draw the Line (2009)
- Foundling (2010)
- Mutineers (2014)
- Gold in a brass age (2019)
- Skellig (2021)